# Oscar Verpoest
Oscar Verpoest (Antwerpen, 27 december 1922 – Brasschaat, 16 december 2007) was een Belgisch dammer.

## Levensloop
Verpoest behaalde zijn eerste Belgische titel in 1947. Hij wordt beschouwd als de sterkste Belgische dammer ooit. In totaal behaalde hij 19 Belgische titels. Samen met zijn broer Hugo Verpoest overheerste hij van 1951 tot 1985 de Belgische kampioenschappen, wat enkel in 1962 door de Brusselaar Maurice Verleene werd onderbroken.
Ook nam hij deel aan verschillende wereldkampioenschappen met als hoogtepunt een 4e plaats in 1948. Verpoest heeft de titel van Internationaal Meester (MI) en Nationaal Grootmeester (GMN).
Verpoest liep op 11 december 2007 een schedelbreuk op, toen hij met zijn elektrische fiets tegen de deur van een auto reed. Hij overleed vijf dagen later in het ziekenhuis van Brasschaat aan de gevolgen hiervan. Verpoest werd op 21 december 2007 begraven in zijn woonplaats Putte.

## Erelijst
- Kampioen van België 1947,1949,1951-1956,1958-1959,1969,1972,1975-1977,1983-1984,1989 en 1991.
- Kampioen van België Blitz 1969,1971-1972,1975-1977,1981,1983,1986 en 1989
- Derde plaats Europees Kampioenschap 1977 (Brussel)